# Cosmisoma capixaba
Cosmisoma capixaba là một loài bọ cánh cứng trong họ Cerambycidae.